# Pentada Reynoldsa
Pentada Reynoldsa – pięć objawów charakteryzujących ostre zapalenie dróg żółciowych. Są to:
- ból w nadbrzuszu, zwykle prawostronny, o znacznym nasileniu
- gorączka i dreszcze
- żółtaczka mechaniczna
- wstrząs septyczny
- zaburzenia świadomości

Pierwsze trzy objawy tworzą triadę Charcota.